# Біївці (Лубенський район)
Біївці́ —  село в Україні, у Новооржицькій громаді Лубенського району Полтавської області. Населення становить 285 осіб. Колишній орган місцевого самоврядування — Бієвецька сільська рада. Батьківщина українського митця Василя Симоненка.

## Географія
Село Біївці лежить на правому березі річки Удай і при впадінні в неї Вільшанки, вище за течією на відстані 1 км розташоване село Горобії, нижче за течією на відстані 2,5 км розташоване село Халепці, на протилежному березі — село Постав-Мука. Річка в цьому місці звивиста, утворює стариці й заболочені озера.

## Історія
- У 1750 році село перейшло з Лубенської сотні в Снітинську сотню Лубенського полку.
- 12 червня 2020 року, відповідно до розпорядження Кабінету Міністрів України № 721-р «Про визначення адміністративних центрів та затвердження територій територіальних громад Полтавської області», село увійшло до складу Новооржицької селищної громади[1].
- 19 липня 2020 року, в результаті адміністративно - територіальної реформи та ліквідації  Оржицького району, село увійшло до складу новоутвореного Лубенського району[2].

## Населення
Згідно з переписом УРСР 1989 року, чисельність наявного населення села становила 416 осіб, з яких 179 чоловіків та 237 жінок.
За переписом населення України 2001 року, в селі мешкали 272 особи.

### Мова
Розподіл населення за рідною мовою за даними перепису 2001 року:
| Мова       | Відсоток |
| ---------- | -------- |
| українська | 97,19 %  |
| російська  | 2,46 %   |
| білоруська | 0,35 %   |

## Економіка
- Молочно-товарна ферма.
- «Удай», ТОВ.

## Об'єкти соціальної сфери
- Школа I-II ст.

## Відомі люди
- Мисник Прокіп Дмитрович — український письменник, критик, журналіст.
- Симоненко Василь Андрійович — український поет і журналіст, шістдесятник.

## Односельці
- Павленко Михайло Юхимович, 1918 р. н., с. Біївці Лубенського р-ну Полтавської обл., українець, із селян, освіта неповна середня. Червоноармієць. Заарештований 25 вересня 1942 р. Засуджений Військовим трибуналом Московського фронту ППО 30 жовтня 1942 р. за ст. 58-10 ч. 2 КК РРФСР до 10 років позбавлення волі з поразкою в правах на 3 роки. Реабілітований Прокуратурою Московського ВО 17 березня 1993 р.[6]